# 德国DAX指数
德国DAX指数 （德語：Dax，最早来源于），中文又稱法蘭克福指數，是德国重要的股票指数。由德意志交易所集团（Deutsche Börse Group）推出的一个蓝筹股指数。该指数中包含有40家主要的德国公司。DAX指数在欧洲與巴黎CAC 40指數合稱為歐洲兩大主要股市，也是世界证券市场中的重要指数之一。
该指数通过Xetra交易系统进行交易，因此其交易方式不同于传统的公开交易方式，而是采用电子交易的方式，便于进行全球交易。
DAX指数于1987年推出，以取代当时的Börsen-Zeitung指数和法兰克福汇报指数（Frankfurter Allgemeinen Zeitung Aktienindex）。1988年7月1日起开始正式交易，基准点为1000点。指数以總報酬(total return)进行计算，亦即同時考慮故價與股息的報酬。但因为该指数只包含德国最赚钱的公司，因此有人批评无法准确反应德国经济。

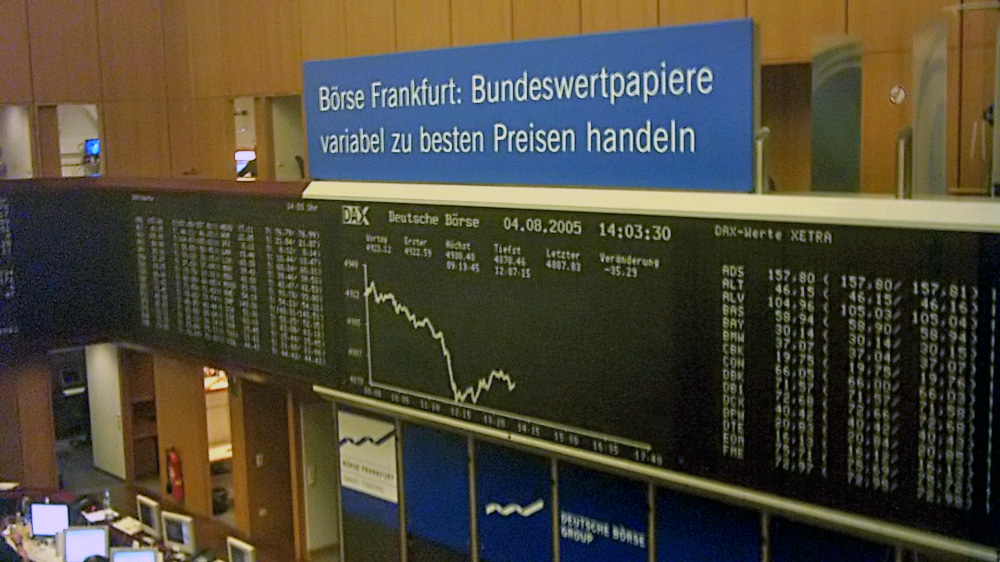
法兰克福证券交易所内显示当日DAX指数走势的显示牌

## 其它DAX指数
1994年建立了称作的指数，它将作为记录市场中100支价值成长性、流动性最佳股票的指数。1996年引入MDAX，它由30支DAX成分股和70支MDAX成分股组合而成。通过将MDAX缩编至50支成分股，将原有70支MDAX成份股与30支DAX成份股组合成为HDAX （页面存档备份，存于）（取代DAX 100）。CDAX （页面存档备份，存于）是由所有在法兰克福交易所交易的股票的集合而成。SDAX （页面存档备份，存于）是集合50支小股票动向的指数。

## DAX指数的组成公司
以下是DAX指数的组成公司(截止2020年8月1日)：
- 阿迪达斯（Adidas AG，体育用品）
- 安联（Allianz SE，保险）
- 巴斯夫（BASF SE，化工）
- 拜耳（Bayer AG，医药）
- 西門子能源股份公司（Siemens Energy AG，能源）
- 宝马（Bayerische Motoren Werke AG，汽车制造）
- 大陆集团（Continental AG，运输行业制造）
- 科思创（Covestro AG，聚合物材料）
- 戴姆勒股份有限公司（Daimler AG，汽车制造）
- 德意志银行（Deutsche Bank AG，金融）
- 德国证券交易所（Deutsche Börse AG，金融）
- 德国邮政（Deutsche Post AG，物流）
- 德国电信（Deutsche Telekom AG，电信）
- 德国住宅公司（Deutsche Wohnen SE，房地产）
- E.ON（E.ON AG能源）
- 费森尤斯集团（Fresenius SE，健康，医院）
- 费森尤斯医疗（Fresenius Medical Care AG & Co. KGaA，肾透析产品和服务,Fresenius SE的子公司）
- 汉高（Henkel，化工）
- 英飞凌（Infineon Technologies AG，半导体制造）
- 林德（Linde AG，化工）
- 默克集团（Merck KGaA，化工制药）
- MTU航空发动机公司（MTU Aero Engines AG，飞机发动机制造）
- 麦德龙（Metro AG，商品零售）
- 慕尼黑再保险（ Münchener Rückversicherungs-Ges. AG，保险）
- 莱茵集团（RWE AG，能源）
- SAP公司（SAP AG，企业管理软件与解决方案供应商）
- 西门子（Siemens AG，电器制造）
- 大众汽车（Volkswagen AG，汽车制造）
- 沃诺维亚（Vonovia SE，房地产）
- Delivery Hero（Delivery Hero SE，互联网订餐服务）

## DAX指数和道琼斯工业指数走势对比
以上是自1959年至2004年3月7日DAX指数与道琼斯工业指数（Dow Jones Industrial Average）的走势对比。1988年以前的走势为DAX指数的前身——Börsen-Zeitung指数的走势。1988年DAX指数正式开盘交易时，基准指数为1959年基准指数内的1.163倍，而2004年3月7日的收盘指数为1959年基准指数的8.136倍。